# بیمارستان تحقیقاتی اطفال سنت جود
بیمارستان تحقیقاتی اطفال سنت جود (به انگلیسی: St. Jude Children's Research Hospital) یکی از مشهورترین مراکز بالینی و تحقیقاتی سرطان اطفال در ایالات متحده آمریکا می‌باشد.
این بیمارستان تحقیقاتی به‌طور رایگان بیماران خود را می پذیرد و مداوا می‌کند و هم‌اکنون سومین و بزرگ‌ترین موسسهٔ وقفی و خیریهٔ بهداشت در سراسر ایالات متحده است.

## اعتبار و دستاوردها
پیتر دوهرتی برنده جایزه نوبل پزشکی از این موسسه است.
این بیمارستان در سال ۲۰۱۲ در رتبه بندی سراسری مراکز درمانی ایالات متحده آمریکا از نظر کیفیت و دستاوردها در زمینه سرطان اطفال در میان مراکز درمانی آمریکا در رتبه ششم قرار داشت.
این مرکز تنها مرکز درمانی ایالات متحده است که مجهز به سیستم پروتون درمانی مخصوص اطفال است.